# ألبرتو مونوز
ألبرتو مونوز (بالإسبانية: Alberto Munoz)‏ هو لاعب كرة قدم فنزويلي في مركز الوسط، ولد في 28 أكتوبر 1981 في ماراكايبو في فنزويلا.

## وصلات خارجية
- ألبرتو مونوز على موقع الدوري الأمريكي (الإنجليزية)
- ألبرتو مونوز على موقع قاعدة بيانات كرة القدم.إي يو (الإنجليزية)